# Monbalen
Monbalen – miejscowość i gmina we Francji, w regionie Nowa Akwitania, w departamencie Lot i Garonna.
Według danych na rok 1990 gminę zamieszkiwało 298 osób, a gęstość zaludnienia wynosiła 23 osób/km² (wśród 2290 gmin Akwitanii Monbalen plasuje się na 882. miejscu pod względem liczby ludności, natomiast pod względem powierzchni na miejscu 881.).